# Manuel De Sica
Manuel De Sica (Roma, 24 de febrer de 1949 – 5 de desembre de 2014) va ser un compositor italià.

## Biografia
Fill de Vittorio De Sica i de Maria Mercader Forcada, era germà gran de Christian De Sica i pare del director Andrea De Sica, nascuda de la unió amb la productora cinematogràfica Tilde Corsi.
Paral·lelament a l'institut clàssic, a l''Istituto Nazareno de Roma, Manuel De Sica va assistir a cursos de teoria al Conservatori de Santa Cecília, on va estudiar. amb Bruno Maderna. Forma amb alguns dels seus amics el grup musical The Ancients amb el qual fa algunes aparicions televisives (entre elles una a Studio Uno, un programa de televisió conduït per Lelio Luttazzi) i en va gravar dos 45 rpm. Les seves primeres composicions de cambra van ser publicades per Casa Ricordi a l'interès de Renzo Rossellini, director artístic de l'Orquestra Simfònica de Montecarlo. El 1968 va signar la seva primera banda sonora per a la pel·lícula Amanti, dirigida pel seu pare Vittorio. Immediatament després compon la partitura musical de la sèrie de televisió d'Ugo Tognazzi FBI - Francesco Bertolazzi investigatore.
A continuació, van seguir bandes sonores per a diverses obres de televisió i pel·lícules com Io e Dio, el debut cinematogràfic del director Pasquale Squitieri, Cose di Cosa Nostra de Steno, Io non vedo, tu non parli, lui non sente de Mario Camerini i continua la col·laboració amb el seu pare, per a qui signa les bandes sonores de la següent El jardí dels Finzi-Contini (per la qual va obtenir una nominació al Premi Grammy), Lo chiameremo Andrea, Una breve vacanza i Il viaggio. Al mateix temps es va dedicar a la composició de música simfònica i música de cambra amb sonates per a arpa, per a clarinet i altres instruments solistes.
El 1974 també va dirigir una pel·lícula de televisió, L'eroe, que sempre veu el seu pare entre els intèrprets. La seva activitat com a compositor de bandes sonores continua amb pel·lícules dirigides per Dino Risi i el seu fill Marco, de Carlo Verdone, d'Enrico Oldoini, de Carlo Vanzina i per molts altres, inclòs el seu germà Christian. El 1989 Manuel De Sica va ser guardonat amb el Globus d'Or de la premsa estrangera per la banda sonora de Ladri di saponette de Maurizio Nichetti. El 1992 va guanyar el Nastro d'Argento a la millor banda sonora per Al lupo al lupo de Carlo Verdone, seguit el 1996 del David di Donatello al millor músic per la banda sonora de Celluloide de Carlo Lizzani.
Manuel De Sica ha estat president de l'"Associazione Amici di Vittorio De Sica" per a la restauració de les obres del seu pare, comissari de publicacions sobre cada pel·lícula restaurada i fundador de l'"Associazione Musica Retrovata" per a la recuperació d'obres musicals inèdites o desconegudes. La seva música ha estat interpretada per artistes com Dino Asciolla, Salvatore Accardo, Flavio Emilio Scogna, Enrico Dindo, Danilo Rossi, Floraleda Sacchi, l'Ensemble Wien Berlin, les seves cançons han estat versionades per artistes com Ella Fitzgerald, Tony Bennett o Dee Dee Bridgewater.
L'any 2012 va ser guardonat amb un premi especial al festival Alabarda d'oro, mentre que va ser guardonat per la secció d'assaig pel llibre Da figlio a padre al Premio Nazionale Vincenzo Padula el 2013.
Va morir a Roma el matí del 5 de desembre de 2014 a l'edat de 65 anys d'un atac cardíac; és sebollit al Cementiri del Verano. A la seva memòria està dedicat el documental Sciuscià 70, de Mimmo Verdesca.
Va rebre el "Premi Internacional Alessandro Cicognini" en memòria el 7 de novembre de 2018 organitzat pel "Centro Ricerche e Studi Nazionale Alessandro Cicognini" en col·laboració amb el Centro sperimentale di cinematografia i la "Cineteca Nazionale"; el reconeixement va ser lliurat per l'actor Lino Capolicchio. El 2004 fou nomenat comendador de l'Orde al Mèrit de la República Italiana.

## Composicions de concert
- Voice per clarinetto (1971) (Edizioni Ricordi)
- Appunti per pianoforte per pianoforte (1971) (Edizioni Ricordi)
- Tre momenti per l'arpa – Sonata per arpa (1972) (Edizioni Ricordi)
- Canti sotto le feste per coro di voci bianche (1990) Su testi di M. De Sica (Edizioni Pentaflowers)
- Il Giardino dei Finzi Contini – Suite per Orchestra (1998) (Ediz. BMG Ricordi)
- Adagio per violoncello e pianoforte (1999) (Ediz. BMG Ricordi)
- Adagio per viola o clarinetto e pianoforte (1999) Edizioni Sugar Music
- Cinema Suite per piccola orchestra (1998) (Ediz. EMI – Sugar BMG Ricordi)
- Tre film di papà per pianoforte (1999) (Ediz. EMI – Sugar BMG Ricordi)

## Discografia
- Canti sotto le feste per a cor infantil dedicat al cor infantil Arcum a: Un Secolo di Voci Bianche (voll. 2) Coro di Voci Bianche dell'Arcum diretto da Paolo Lucci (Ediz. Mus. Pentaphon, 1995)
- Tres peces per a trompeta i orgue (Annunci, Scherzo i Pavana) a: L'Incontro Massimo Ferigutti (trompeta), Pio Sagrillo (orgue), amb la participació de Rossana Casale (Edizioni Colloquia)
- Il Giardino dei Finzi Contini colonna sonora originale dal film omonimo (BMG Ariola, 1972)
- Camorra colonna sonora originale dal film omonimo (BMG Ariola, 1972)
- Il viaggio colonna sonora originale dal film omonimo (CAM, 1974)
- Jones & Lewis meet De Sica (Thad Jones, Mel Lewis e Manuel De Sica) (Produttori Associati, 1976)
- Lo chiameremo Andrea colonna sonora originale dal film omonimo (CAM, 1991)
- Dellamorte Dellamore colonna sonora originale dal film omonimo (GDM, 1994)
- A Manuel De Sica Anthology Antologia (GDM, 1996)
- Sette scialli di seta gialla Digit Movies (CDD M008)
- A Life in Music, Filarmonica Toscanini, Flavio Emilio Scogna conductor, (Brilliant Classics 94905)

## Bandes sonores
- Amanti, dirigida per Vittorio De Sica (1968)
- Io e Dio, dirigida per Pasquale Squitieri (1970)
- El jardí dels Finzi Contini, dirigida per Vittorio De Sica (1970)
- Il leone, episodio di Le coppie, dirigida per Vittorio De Sica (1970)
- Cose di Cosa Nostra, dirigida per Steno (1971)
- Io non vedo, tu non parli, lui non sente, dirigida per Mario Camerini (1971)
- 7 scialli di seta gialla, dirigida per Sergio Pastore (1972)
- Lo chiamavano Verità, dirigida per Luigi Perelli (1972)
- Camorra, dirigida per Pasquale Squitieri (1972)
- Lo chiameremo Andrea, dirigida per Vittorio De Sica (1972)
- Una breve vacanza, dirigida per Vittorio De Sica (1973)
- Viaggia, ragazza, viaggia, hai la musica nelle vene, dirigida per Pasquale Squitieri (1974)
- La mafia mi fa un baffo, dirigida per Riccardo Garrone (1974)
- Cagliostro, dirigida per Daniele Pettinari (1975)
- El vitage, dirigida per Vittorio De Sica (1974)
- Scusi, si potrebbe evitare il servizio militare?... No!, dirigida per Luigi Petrini (1974)
- Il caso Raoul, dirigida per Maurizio Ponzi (1975)
- Quel movimento che mi piace tanto, dirigida per Franco Rossetti (1976)
- Un amore targato Forlì, dirigida per Riccardo Sesani (1976)
- Occhio alla vedova!, dirigida per Sergio Pastore (1976)
- La madama, dirigida per Duccio Tessari (1976)
- La portiera nuda, dirigida per Luigi Cozzi (1976)
- Pazzi borghesi, dirigida per Claude Chabrol (1977)
- Quella strana voglia d'amare, dirigida per Mario Imperoli (1977)
- Canne mozze, dirigida per Mario Imperoli (1977)
- Caro papà, dirigida per Dino Risi (1979)
- Sono fotogenico, dirigida per Dino Risi (1980)
- I guerrieri del terrore, dirigida per René Cardona Jr. (1980)
- I seduttori della domenica, dirigida per Bryan Forbes, Édouard Molinaro, Dino Risi i Gene Wilder (1980)
- Vado a vivere da solo, dirigida per Marco Risi (1982)
- Il momento dell'avventura, dirigida per Faliero Rosati (1983)
- Un ragazzo e una ragazza, dirigida per Marco Risi (1984)
- Cuore, dirigida per Luigi Comencini (1984)
- L'alcova, dirigida per Joe D'Amato (1984)
- Mi faccia causa, dirigida per Steno (1984)
- Cuori nella tormenta, dirigida per Enrico Oldoini (1984)
- Vacanze in America, dirigida per Carlo Vanzina (1984)
- Lui è peggio di me, dirigida per Enrico Oldoini (1985)
- Colpo di fulmine, dirigida per Marco Risi (1985)
- Carabinieri si nasce, dirigida per Mariano Laurenti (1985)
- Yuppies 2, dirigida per Enrico Oldoini (1986)
- 45° parallelo, dirigida per Attilio Concari (1987)
- Soldati - 365 all'alba, dirigida per Marco Risi (1987)
- Montecarlo Gran Casinò, dirigida per Carlo Vanzina (1987)
- Il commissario Lo Gatto, dirigida per Dino Risi (1987)
- Il lupo di mare, dirigida per Maurizio Lucidi (1987)
- Bellifreschi, dirigida per Enrico Oldoini (1987)
- Bye Bye Baby, dirigida per Enrico Oldoini (1988)
- Una botta di vita, dirigida per Enrico Oldoini (1989)
- Ladri di saponette, dirigida per Maurizio Nichetti (1989)
- Non più di uno, dirigida per Berto Pelosso (1990)
- Donne armate, dirigida per Sergio Corbucci (1990)
- Faccione, dirigida per Christian De Sica (1991)
- Volere volare, dirigida per Guido Manuli e Maurizio Nichetti (1991)
- Vacanze di Natale '91, dirigida per Enrico Oldoini (1991)
- Al lupo, al lupo, dirigida per Carlo Verdone (1992)
- Ricky & Barabba, dirigida per Christian De Sica (1992)
- Nel continente nero, dirigida per Marco Risi (1993)
- Anni 90 - Parte II, dirigida per Enrico Oldoini (1993)
- Miracolo italiano, regista Enrico Oldoini (1994)
- Dellamorte Dellamore, dirigida per Michele Soavi (1994)
- Vacanze di Natale '95, dirigida per Neri Parenti (1995)
- Uomini uomini uomini, dirigida per Christian De Sica (1995)
- Celluloide, dirigida per Carlo Lizzani (1996)
- 3, dirigida per Christian De Sica (1996)
- A spasso nel tempo, dirigida per Carlo Vanzina (1996)
- Donna di piacere, dirigida per Paolo Fondato (1997)
- A spasso nel tempo - L'avventura continua, dirigida per Carlo Vanzina (1997)
- Simpatici & antipatici, dirigida per Christian De Sica (1998)
- Un bugiardo in paradiso, dirigida per Enrico Oldoini (1998)
- Vacanze di Natale 2000, dirigida per Carlo Vanzina (1999)
- Contronatura, dirigida per Alessandro Tofanelli (2005)
- Un'estate al mare, dirigida per Carlo Vanzina (2008)
- Un'estate ai Caraibi, dirigida per Carlo Vanzina (2009)
- L'amore è imperfetto, dirigida per Francesca Muci (2012)
- Buona giornata, dirigida per Carlo Vanzina (2012)